# بوعلام عمیروش
بوعلام عمیروش (انگلیسی: Boualem Amirouche؛ زادهٔ ۱ اکتبر ۱۹۴۲) بازیکن فوتبال اهل الجزایر بود.
وی همچنین در تیم ملی فوتبال الجزایر بازی کرده‌است.